# المیرا دهقانی
المیرا دهقانی دولت‌آبادی (زادهٔ ۵ شهریور ۱۳۷۰) بازیگر تئاتر، تلویزیون و سینما اهل ایران است. وی با بازی در مجموعه لحظه گرگ و میش به شهرت رسید.

## زندگی هنری
المیرا دهقانی در ۵ شهریور ۱۳۷۰ در شیراز زاده شد. وی دارای مدرک کارشناسی ارشد صنایع غذایی است.  او در دوران دانشجویی با دیدن آگهی بازی در تئاتر، رضایت خانواده‌اش را برای ورود به این حرفه جلب کرد. او برای تکمیل تحصیلات و دریافت مدرک فوق لیسانس به تهران رفت.
ورود او به عرصه بازیگری به صورت کاملاً اتفاقی بود. او آموزش بازیگری را از سال ۱۳۸۸ و تحت نظر سیامک کمالی سروستانی در شیراز آغاز کرد. در سال ۱۳۹۰ پس از ۲ سال تمرین بازیگری، برای نخستین بار در تئاتر زمین آبی‌است مثل پرتقال به کارگردانی سیامک کمالی سروستانی به ایفای نقش پرداخت. سپس در تئاترهای مختلفی در تهران و شیراز با کارگردان‌هایی نظیر: سیامک کمالی سروستانی، محمد یعقوبی، امیررضا کوهستانی، میترا مؤمنی، رضا ثروتی و همایون غنی‌زاده همکاری کرد. وی در سال ۱۳۹۲ با اجرای نمایش «پرتره ناتمام از کلاغ سفید» به کارگردانی سپیده کریمی در جشنواره بین‌الملل دانشکده هنر، موفق به اخذ بورسیه بازیگری از دانشکده موسیقی و تئاتر تالین از کشور استونی شد و یک دوره بازیگری «از تمرین تا اجرا» را در تالین گذراند. او همچنین در نمایش «نیمه تاریک ماه» به کارگردانی داوود بنی اردلان به روی صحنه رفته‌است.
او در آثار تلویزیونی: همه‌چیز آنجاست، سایه‌بان، پرستاران، هشت و نیم دقیقه، لحظه گرگ و میش و پس از آزادی به ایفای نقش پرداخته‌است.
وی هم‌چنین در فیلم‌های سینمایی فصل ماهی سفید و سیاه‌باز بازی کرده‌است.

## فیلم‌شناسی

### فیلم سینمایی
| سال  | نام فیلم      | کارگردان        |
| ---- | ------------- | --------------- |
| ۱۴۰۳ | ناجورها       | محمدحسین فرحبخش |
| ۱۴۰۳ | کفایت مذاکرات | سهیل موفق       |
| ۱۴۰۲ | پرویز خان     | علی ثقفی        |
| ۱۳۹۹ | سیاه باز      | حمید همتی       |
| ۱۳۹۷ | فصل ماهی سفید | قربان نجفی      |

### مجموعه تلویزیونی
| سال             | نام مجموعه      | کارگردان                 |
| --------------- | --------------- | ------------------------ |
| ۱۳۹۹            | آقا مرتضی       | سید ابوالفضل سنگ سفیدی   |
| ۱۳۹۸            | بعد از آزادی    | محمدعلی باشه‌آهنگر        |
| ۱۳۹۷            | لحظه گرگ و میش  | همایون اسعدیان           |
| ۱۳۹۶            | سایه بان        | جمشید محمودی نوید محمودی |
| ۱۳۹۶            | پرستاران        | شهرام شاه حسینی          |
| ۱۳۹۵            |                 |                          |
| هشت و نیم دقیقه | شهرام شاه حسینی |                          |
| ۱۳۹۳            | همه‌چیز آنجاست   | شهرام شاه حسینی          |

### شبکه نمایش خانگی
| سال  | نام فیلم | کارگردان      |
| ---- | -------- | ------------- |
| ۱۴۰۳ | جان سخت  | مصطفی تقی‌زاده |
| ۱۴۰۲ | شریک جرم | مازیار میری   |
| ۱۴۰۰ | خسوف     |               |
| ۱۴۰۰ | حرفه‌ای   | مصطفی تقی‌زاده |